# 韩新民
韩新民（1942年—），男，陕西临潼人，中华人民共和国政治人物，曾任国家工商行政管理总局副局长，第八、十届全国人大代表。